# Palmer (Michigan)
Palmer – jednostka osadnicza w Stanach Zjednoczonych, w stanie Michigan, w hrabstwie Marquette.